# Marcel Vibert
Marcel Vibert (1883–1959) foi um ator de cinema francês. Vibert trabalhou principalmente na indústria do cinema francês, mas no final de 1920, ele também apareceu em vários filmes mudos britânicos, incluindo Moulin Rouge (1928) e Champagne (1928).

## Filmografia selecionada
- Flanders under Philip II (1923)
- The Garden of Allah (1927)
- Moulin Rouge (1928)
- Champagne (1928)
- Life (1928)
- Bright Eyes (1929)
- The Three Masks (1929)
- Princesse Czardas (1934)
- Miss Bonaparte (1942)
- Forces occultes (1943)